# Centre commercial Westgate
Westgate est un centre commercial situé à Westlands, dans la banlieue nord-ouest de Nairobi, capitale du Kenya. 

## Historique
Ce centre commercial, qui a ouvert en 2007, s'étend sur 33 000 mètres carrés répartis sur cinq niveaux. Il comprend plus de 80 boutiques de détaillants et des salles de cinéma.
Du 21 au 24 septembre 2013, il fut le théâtre d'une attaque terroriste qui a fait, selon les bilans au 25 septembre, 68 morts.